# 六大国立高等师范学校
六大国立高等师范学校是中华民国北洋政府在全国六大学区内设立的最高学府，他们是国立北京高等师范学校（今北京师范大学），南京高等师范学校（今南京大学），武昌高等师范学校（今武汉大学），广东高等师范学校（今中山大学），成都高等师范学校（今四川大学），沈阳高等师范学校（今东北大学）。